# پلوتونیم-۲۳۸
پلوتونیم-۲۳۸ که به صورت Pu-۲۳۸ یا ۲۳۸Pu نیز نشان داده می‌شود، یکی از ایزوتوپ‌های پرتوزای عنصر پلوتونیم با نیمه عمر ۸۷٫۷ سال دارد. این ایزوتوپ منبع قوی برای تولید ذرات آلفا است و برخلاف دیگر ایزوتوپ‌های پلوتونیم ذرات دیگر را به مقدار بسیار اندک منتشر می‌کند. این ویژگی سبب شده‌است که از این ماده در مولد گرما-الکتریکی ایزوتوپی و واحد گرمایش رادیوایزوتوپ جهت تولید انرژی استفاده شود. این ایزوتوپ، نخستین ایزوتوپ کشف شده عنصر پلوتونیم است و در سال ۱۹۴۱ به وسیله بمباران ایزوتوپ اورانیوم-۲۳۸ با دوتریوم و توسط گلن سیبورگ تولید شد.

## خطر تکثیر سلاحهای اتمی با استفاده از پلوتونیم ۲۳۸

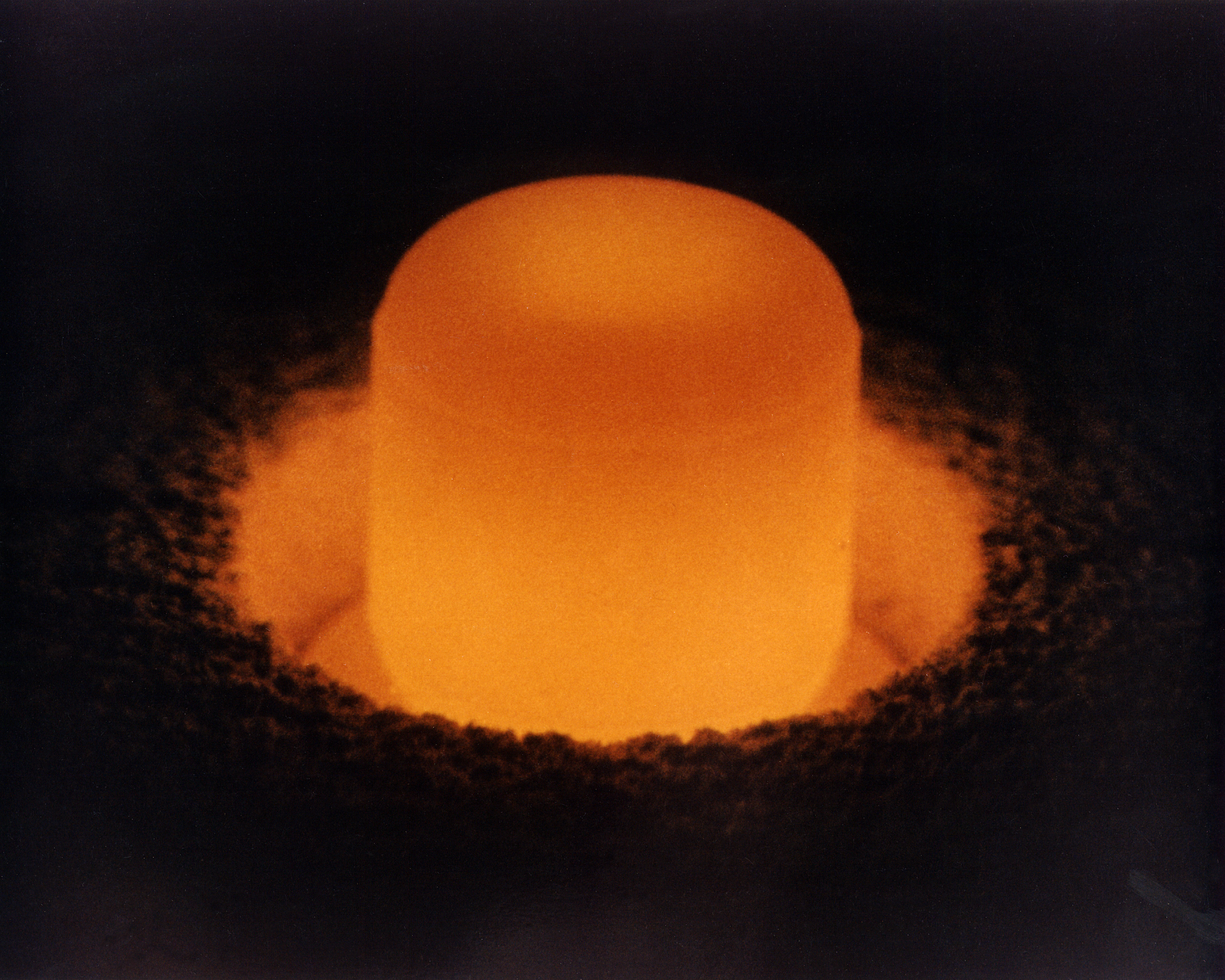
پلوتونیم-۲۳۸

ریسک تهدیدهای هسته‌ای با پلوتونیم ۲۳۸ وجود ندارند. زیرا ویژگی‌هایی که باعث می‌شوند پلوتونیم ۲۳۸ برای سوخت باتری اتمی مناسب باشد، یعنی انرژی ویژه آن، موجب می‌شوند تا برای ساخت جنگ‌افزار هسته‌ای بدون کاربرد باشد. پلوتونیم ۲۳۸ قابلیت ایجاد شکافت زنجیره‌ای را ندارد. بخاطر نرخ بالای شکافت خودبخودی آن در مقایسه با پلوتونیوم ۲۳۹، وجود آن حتی به صورت یک ناخالصی باعث افزایش احتمال شروع زودرس واکنش زنجیره‌ای قبل از رسیدن به شرایط بهینه رخ قبل از انفجار می‌شود که کارایی شکافت خودبخودی را بسیار پایین می‌آورد. همچنین میزان زیاد پلوتونیم ۲۳۸ باعث تولید گرما خواهد شد که باید تا قبل از انفجار بمب دفع شود. به‌طور کلی پلوتونیم ۲۳۸ می‌تواند به عنوان مرحله سوم انفجار برای افزایش قدرت سلاح از نوع شکافت-گداخت-شکافت (به انگلیسی: fission-fusion-fissionf) استفاده شود اما دلیلی برای استفاده از آن در این نقش وجود ندارد.
تصور می‌شود پلوتونیم ۲۳۸ می‌تواند در یک بمب تابشی یا بمب کثیف (بمب‌هایی که بمب اتمی نیستند، اما توسط مواد منفجره معمولی مواد پرتوزا را در محیط پیرامون پراکنده می‌کنند) برای استفاده از هراس عمومی استفاده شود.

## مقیاس قدرت به وزن
به‌منظور ایجاد تصوری از نسبت تولید انرژی به وزن یک باتری اتمی، می‌توان مشخصات یک نمونه پیشرفته از باتری‌های اتمی را در نظر گرفت:
باتری GPHS-RTG (یک نمونهٔ طراحی آمریکایی استفاده شده در مأموریت‌های فضایی):
- وزن کل دستگاه: ۵۷ کیلوگرم
- توان تولیدی: ۳۰۰ وات الکتریسیته از حدود ۴۴۰۰ وات گرمای تولید شده
- سوخت: حدود ۷٫۸ کیلوگرم سوخت بر اساس پلوتونیم ۲۳۸

## رخدادها/خطرها
شش مورد حادثه در مورد باتری‌های اتمی سفینه‌های فضایی شناخته شده‌است. نخستین آن یک شکست در پرتاب در ۲۱ آوریل ۱۹۶۴ بود که در آن ماهواره ناوبری Transit-5BN-۳ آمریکا بود که نتوانست به مدار برسد و موقع ورود مجدد به جو در شمال ماداگاسکار سوخت. در آن رویداد سوخت پلوتونیوم فلزی در باتری اتمی SNAP-9A ماهواره به جو زمین بر فراز نیمکره شمالی تزریق و ردی از پلوتونیم ۲۳۸ چند ماه بعد در محل یافت شد.
دومین حادثه، ماهواره هواشناسی نیمبوس بی-۱ بود که وسیله پرتاب آن به‌خاطر خط سیر اشتباه آن مدت کوتاهی پس از پرتاب به صورت عمدی نابود شد. باتری اتمی SNAP-۱۹ که حاوی اکسید پلوتونیوم نسبتاً غیرفعال بود به صورت دست نخورده ۵ ماه بعد از بستر دریا بازیابی شد ولی هیچ نشانی آلودگی محیطی آشکار نشد.
دو حادثه دیگر توسط شکست‌های مأموریت‌های کازموس شوروی حاوی وسایل نقلیه سطح ماه در سال ۱۹۶۹ بود که هردو در هنگام سوختن مقداری رادیواکتیویته آزاد کردند. همچنین پنج شکست در ارتباط با سفینه‌های فضایی شوروی یا روسیه وجود داشته‌است که این سفینه‌ها به‌جای باتری‌های اتمی، رآکتورهای اتمی با خود حمل می‌کرده‌اند که این رویدادها بین سال‌های ۱۹۳۷ تا ۱۹۹۳ میلادی رخ دادند.
مأموریت آپولو ۱۳ نیمه کاره ماند و ماه‌نشین آن که قرار بود روی ماه فرود بیاید موفق به این کار نشد و در ۱۷ آوریل ۱۹۷۰ به صورت کنترل شده بر فراز اقیانوس آرام سقوط کرد و بر اثر حرارت بالای حرکت با سرعت بالا در جو زمین سوخت اما باتری اتمی آن از سقوط در جو زمین جان سالم بدر برد و اکنون در حوالی درازگودال تونگا در عمق ۶٫۵ کیلومتر زیر آب قرار گرفته‌است. این باتری که حاوی حدود ۴ کیلوگرم پلوتونیوم بود طوری طراحی شده بود که در برابر حرارت زیاد و چنین سقوطی مقاومت کند و مواد رادیواکتیو از آن نشت نکنند؛ به همین خاطر اثری از نشت رادیواکتیو از آن دیده نشد. این باتری تا دو هزار سال رادیواکتیو باقی می‌ماند. اما گفته شده که مواد مقاوم دربرابر خوردگی کپسول، تا ۱۰ نیمه عمر (۸۷۰ سال) قادر به نگهداری پلوتونیوم داخل آن هستند. البته تا آن زمان به سبب سپری شدن نیمه عمر، مقدار فعالیت رادیواکتیو باقی‌مانده به مقدار قابل توجهی کاهش یافته‌است.

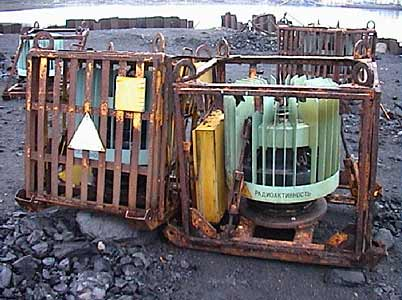
باتری‌های اتمی شوروی در حالت مخروبه و خرابکاری شده

شوروی تعداد زیادی فانوس دریایی و سیستم‌های امواج رادیویی ناوبری بدون متصدی ساخت. باتری‌های اتمی بکار رفته در این دستگاه‌ها به وسیلهٔ استرانسیم ۹۰ تولید انرژی می‌کردند که یک منبع بسیار قابل اطمینان و یکنواخت از انرژی را تأمین می‌کند. اما منتقدان استدلال می‌کنند که نشت یا سرقت مواد رادیواکتیو بکار رفته در این باتری‌ها می‌تواند سال‌ها (یا احتمالاً برای همیشه) پنهان بماند. در یک مورد، قسمت‌های پرتوزا به وسیلهٔ یک سارق باز شده‌اند. در موردی دیگر سه نفر در کشور گرجستان در یک شب سرد از یکی از این فانوس‌ها به عنوان جای گرم برای خواب استفاده کردند که باعث سوختگی رادیواکتیو شدند.
تعداد زیادی از باتری‌های اتمی Beta-M ساخته شده توسط شوروی برای تأمین قدرت فانوس دریایی و دستگاه‌های سیگنال ناوبری تبدیل به منابع تشعشع خارج از کنترل شده‌اند. شماری از این دستگاه‌ها به صورت غیرقانونی بخاطر فلز قراضه اوراق شده‌اند که باعث درمعرض‌گذاری کامل استرانسیم-۹۰ شده‌است، و به داخل اقیانوس افتاده‌اند، یا بخاطر طراحی ضعیف یا صدمه فیزیکی، سپرهای تشعشع معیوبی دارند. برنامه کاهش تهدید مشارکتی دپارتمان دفاع ایالات متحده در مورد اینکه مواد این باتری‌های اتمی می‌توانند توسط تروریست‌ها برای ساخت یک بمب کثیف استفاده شوند ابراز نگرانی کرده‌است.
تازه‌ترین حادثه مربوط به شکست، پرتاب کاوشگر Mars ۹۶ روسی است که در ۱۶ نوامبر ۱۹۹۶ رخ داد. دو باتری اتمی که مجموعاً ۲۰۰ گرم پلوتونیوم را حمل می‌کردند باید از ورود مجدد به جو جان سالم بدر برده باشند (آنچنان که اینطور طراحی شده بودند). نظر بر این است که آن‌ها اکنون جایی در یک مساحت تخم مرغی شکل با ۳۲۰ کیلومتر درازا و ۸۰ کیلومتر پهنا که مرکز آن ۳۲ کیلومتر در شرق شهر ایکیکه کشور شیلی است قرار دارند.